# Jessabelle
Jessabelle är en amerikansk övernaturlig skräckfilm, som hade biopremiär i USA den 7 november 2014. Filmen är både regisserad och ihopklippt av Kevin Greutert, samt har fått sitt manus skrivet av Robert Ben Garant. Rollistan i filmen består av skådespelare som Sarah Snook, Mark Webber, David Andrews, Joelle Carter, och Ana de la Reguera.
Inspelningarna av filmen skulle från början ha ägt rum i Louisiana, där själva handlingen dessutom utspelar sig. Den skulle dock komma att bli förflyttad till Wilmington, North Carolina, detta på grund av att man inte kunde hitta någon lämplig inspelningsplats, i den tidigare nämnda delstaten Louisiana.

## Handling
Filmens handling kretsar kring en ung kvinna vid namn Jessie, som efter att ha förlorat både sin fästman Mark och deras ofödda barn i en svår bilolycka, väljer att återvända hem till sitt barndomshem i St. Francisville i Louisiana, för att bo tillsammans med den främmande fadern Leon. Strax efter hemkomsten till barndomshemmet, så börjar Jessie känna av en skrämmande närvaro, som inte tycks vilja lämna henne ifred. Och just denna skrämmande närvaro, ska senare visa sig ha en väldigt stark koppling till Jessies döda mor Kate, som dog av en hjärntumör, strax efter att hon föddes.

## Rollista (i urval)
| Sarah Snook       | – Jessie         |
| Joelle Carter     | – Kate           |
| Mark Webber       | – Preston        |
| David Andrews     | – Leon           |
| Ana de la Reguera | – Rosaura        |
| Chris Ellis       | – Sheriff Pruitt |
| Brian Hallisay    | – Mark           |
| Vaughn Wilson     | – Moses          |
| Larisa Oleynik    | – Sam            |
| Lucius Baston     | – Mr. Woods      |